# Las noches de estío

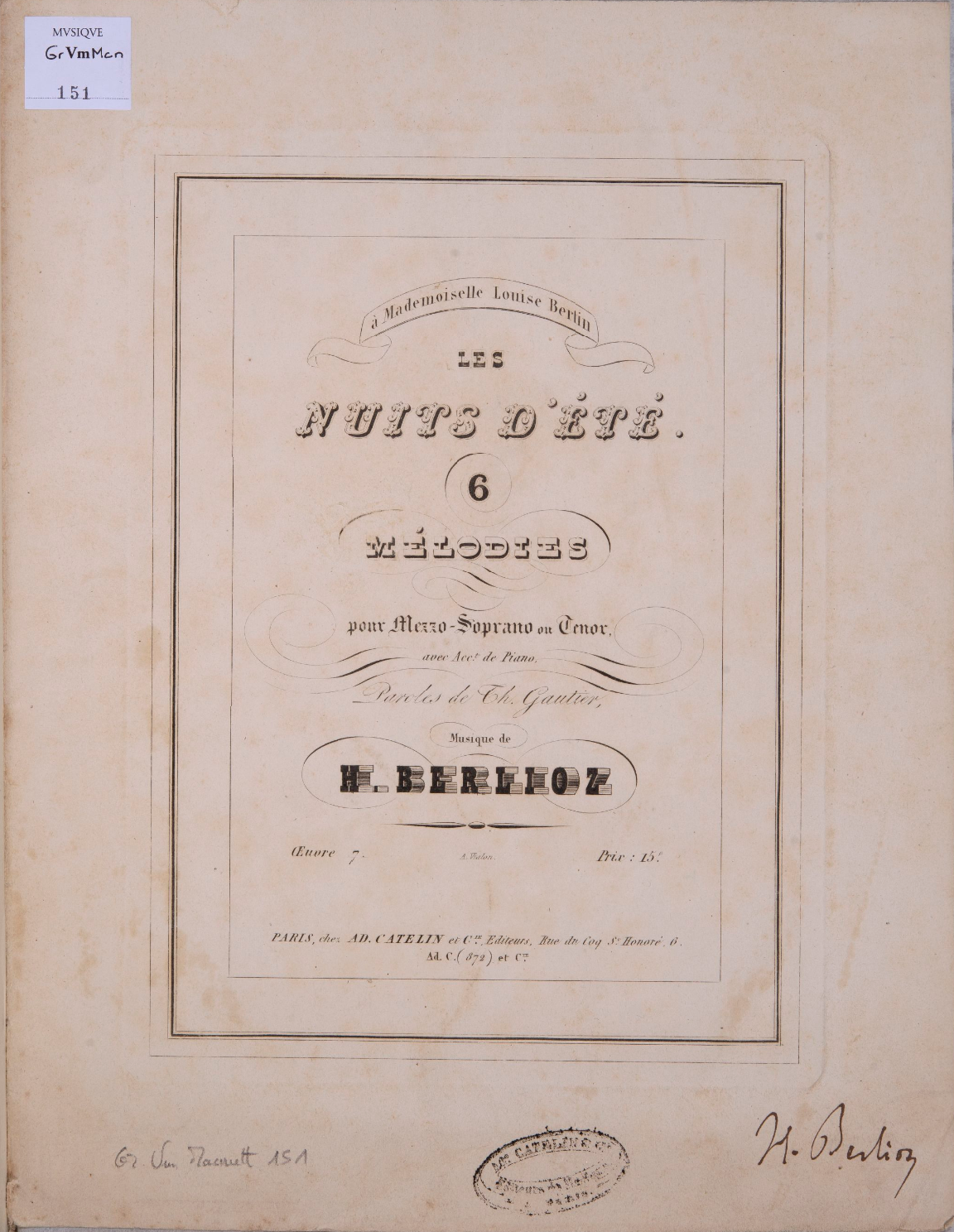
Hector Berlioz (1803-1869), Edición original de "Las noches de estío", 1841.

Les nuits d'été (Las noches de estío), op. 7, es un ciclo de canciones con acompañamiento de piano de 1841 (y orquesta, 1856) del compositor francés  Hector Berlioz (1803-69). 
Berlioz usó poemas de su amigo, el poeta y crítico literario Théophile Gautier (1811-1872) pertenecientes a la colección La comedie de la mort y representan el epítome de la canción romántica francesa y de la melodie que inspirara a Ravel, Debussy, Poulenc, etc. El título del ciclo pertenece a Berlioz demostrando una vez más su infatuación hacia William Shakespeare y Sueño de una noche de verano.
La versión original con piano data de 1841, la orquestal de 1856. 
Inicialmente para mezzosoprano o tenor, la versión adaptada para soprano es la que prevalece.
El ciclo con orquesta es uno de los más populares en la sala de conciertos y a menudo ha sido grabado junto a Shéherezade de Maurice Ravel.
Ha sido grabado por destacados cantantes, en especial mezzosopranos y sopranos, también por barítonos e incluso contratenores así como por diferentes intérpretes dentro del mismo ciclo.
La versión referencial es la de 1963 con la soprano francesa Régine Crespin bajo la dirección de Ernest Ansermet.

## Títulos de las canciones
1. Villanelle
2. Le spectre de la rose
3. Sur les lagunes
4. Absence
5. Au cimetière
6. L'île inconnue

## Discografía cronológica de referencia
- Suzanne Danco, Thor Johnson / Cincinnati Symphony Orchestra, 1951.
- Eleanor Steber, Dmitri Mitropoulos / New York Philharmonic, 1954.
- Victoria de los Ángeles, Charles Munch / Boston Symphony Orchestra, 1955.
- Régine Crespin, Ernest Ansermet / Suisse Romande Orchestra, 1963.
- Leontyne Price, Fritz Reiner / Chicago Symphony Orchestra, 1963.
- Nicolai Gedda (tenor), Sixten Ehrling, 1965.
- Marilyn Horne, Pierre Hétu / Montreal Symphony Orchestra, 1966 (DVD).
- Janet Baker, Sir John Barbirolli / New Philharmonia Orchestra, 1967.
- Janet Baker, Sir Colin Davis / Boston Symphony Orchestra.
- Frank Patterson, Sheila Armstrong, John Shirley, Josephine Veasey, Sir Colin Davis / London Symphony Orchestra, 1969.
- Janet Baker, Richard Hickox / City of London Sinfonia, 1976.
- Jessye Norman, Sir Colin Davis / London Symphony Orchestra, 1980.
- Kiri Te Kanawa, Daniel Barenboim / Orchestre de Paris, 1982.
- Elly Ameling, Robert Shaw / Atlanta Symphony Orchestra, 1985.
- Anne Sofie von Otter, James Levine / Berlin Philharmonic Orchestra, 1990.
- Renata Scotto, Ervin Lukacs / Budapest Symphonic Orchestra, 1991 (DVD).
- Brigitte Balleys, Philippe Herreweghe / Champs-Élysées Orchestra, 1995.
- Susan Graham, John Nelson / Royal Opera House Covent Garden Orchestra, 1998.
- José van Dam, Jean-Philippe Collard (piano), 2001.
- Veronique Gens, Louis Langrée / Lyon Opera Orchestra 2002.
- Lorraine Hunt Lieberson, Philharmonia Baroque Orchestra, Nicholas McGegan
- Melanie Diener, Kenneth Tarver, Denis Sedov, Pierre Boulez / Cleveland Orchestra, 2003.
- David Daniels (contratenor), John Nelson / Ensemble Musical de Paris, 2003.
- Measha Brueggergosman, Yoav Talmi / Quebec Symphony Orchestra, 2005.
- Ian Bostridge, Sir Colin Davis / New York Philharmonic, 2006.
- Bernarda Fink, Kent Nagano / Deutsches Symphonie-Orchester Berlin, 2007.
- Anne Sofie von Otter, Mark Minkowski 2009
- Karen Cargill, Robin Ticciati, Scottish Chamber Orchestra, 2013